# AGM–65 Maverick
Az AGM–65 Maverick optikai (televíziós vagy infravörös passzív, vagy lézeres félaktív) önirányítású földi célok elleni rakéta, melyet az Egyesült Államokban fejlesztettek ki az 1970-es évek elejére. A világ egyik legelterjedtebb ilyen kategóriájú fegyvere, többek között a Magyar Légierő JAS 39 Gripen repülőgépein is rendszerben áll.